# 100 años de perdón
100 años de perdón és una pel·lícula veneçolana del cineasta i realitzador argentí Alejandro Saderman, feta en coproducció amb els Estats Units i Alemanya, d'Alejandro Saderman Producciones amb Cinemateriales i Lichtblick Film- und Fernsehproduktion i protagonitzada pels actors Orlando Urdaneta, Daniel Lugo, Aroldo Betancourt i Mariano Álvarez. Va comptar amb promoció tant a Hispanoamèrica com als Estats Units i Alemanya, on va aconseguir un èxit moderat. El 2016 Daniel Calparsoro va estrenar Cien años de perdón, que va rebre algunes acusacions de plagi d'aquesta pel·lícula, ja que la temàtica és força similar.

## Sinopsi
En Caracas de 1994, una crisi bancària provoca la fallida del banc en el qual Horacio, divorciat i pare d'un nen, tenia dipositats els estalvis de la seva vida. Sense diners, es troba en dificultats per a organitzar els festejos de la seva família en plena vespra de Nadal. Es produeix un retrobament amb els seus companys Valmore, Rogelio i Vicente, tots ells així mateix en fallida per idèntica causa. Després de gemegaires reflexions sobre la falta d'ètica i honestedat en la gestió bancària i diversos glops de licor, decideixen solucionar desesperadament la seva precària situació financera amb una idea insòlita: assaltar el Banc Panamericà i així, de pas, prendre venjança dels qui consideren els han espoliat impunement. Total, bé resa el proverbi popular que «lladre que roba a lladre té cent anys de perdó».
Després d'un mediocrement ordit pla, els quatre amics aconsegueixen entrar en les voltes d'una entitat bancària recentment auxiliada pel govern, només per descobrir que la junta directiva del banc se'ls ha avançat. Sentint-se burlats per segona vegada, els amics perden el control de la situació i l'assalt esdevé en segrest. Les coses es complicaran més encara quan arriben la premsa i la policia.

## Repartiment
| Orlando Urdaneta       | ... | Horacio                           |
| Daniel Lugo            | ... | Valmore                           |
| Aroldo Betancourt      | ... | Rogelio                           |
| Mariano Álvarez        | ... | Vicente                           |
| Elluz Peraza           | ... | Lucía Carvajal                    |
| Flavio Caballero       | ... | Juan Carlos                       |
| Alicia Plaza           | ... | Rita                              |
| Armando Gota           | ... | Pujol                             |
| Cayito Aponte          | ... | Presidente del Banco Panamericano |
| Dad Dáger              | ... | Magaly                            |
| Basilio Álvarez        | ... | Chofer de Taxi                    |
| Diego Rísquez          | ... | Director del comercial            |
| Manuel Salazar         | ... | Comisario Gómez Lira              |
| Karl Hoffman           | ... | Iñaki Ezeiza                      |
| Francisco Guinot       | ... | Don Pedro                         |
| Beatriz Vázquez        | ... | Ana María                         |
| Gregorio Milano        | ... | Pancho                            |
| Sebastián Falco        | ... | Raúl Rivera                       |
| María Teresa Hernández | ... | Rosa Eugenia                      |
| Roberto Colmenares     | ... | Ministro                          |
| Isabel Hungría         | ... | Señora Carmen                     |
| William Colmenares     | ... | Melcocha                          |
| Alba Roversi           | ... | Susana Rondón                     |
| Eva Blanco             | ... | Señora Claudia                    |
| Beatriz Valdés         | ... | Monserrat                         |
| Mirtha Borges          | ... | Consuelo                          |
| Olimpia Maldonado      | ... | Tía Hortensia                     |
| José Visconti          | ... | Rafa Ramírez                      |